# Mac OS X v10.1
Mac OS X versiunea 10.1 are numele de cod "Puma" fiind lansat pe data de 25 deptembrie 2001.

## Istoric versiuni
- Mac OS X 10.1 lansat pe 25 septembrie 2001
- Mac OS X 10.1.1 lansat pe 13 noiembrie 2001
- Mac OS X 10.1.2 lansat pe 20 decembrie 2001
- Mac OS X 10.1.3 lansat pe 19 februarie 2002
- Mac OS X 10.1.4 lansat pe 17 aprilie 2002
- Mac OS X 10.1.5 lansat pe 6 iunie 2002